# Gare de Kalinkovitchi
 (novembre 2024).
Si vous disposez d'ouvrages ou d'articles de référence ou si vous connaissez des sites web de qualité traitant du thème abordé ici, merci de compléter l'article en donnant les références utiles à sa vérifiabilité et en les liant à la section « Notes et références ».
La gare de Kalinkavitchy (en biélorusse : Калінкавічы (станцыя)) est la gare ferroviaire de la ville de Kalinkavitchy.

## Histoire
La gare est créée en 1866 sous le nom de Mozyr, Le 9 novembre 1915, après la mise en service du tronçon Gare d'Ovroutch - Jlobyn de la ligne ferroviaire st-Petersbourg - Odessa, la gare devient un nœud ferroviaire. Le premier bâtiment de la gare était à un étage et en bois, détruit lors de la Seconde Guerre mondiale, il fut reconstruit en 1953. 

## Service des voyageurs

### Intermodalité

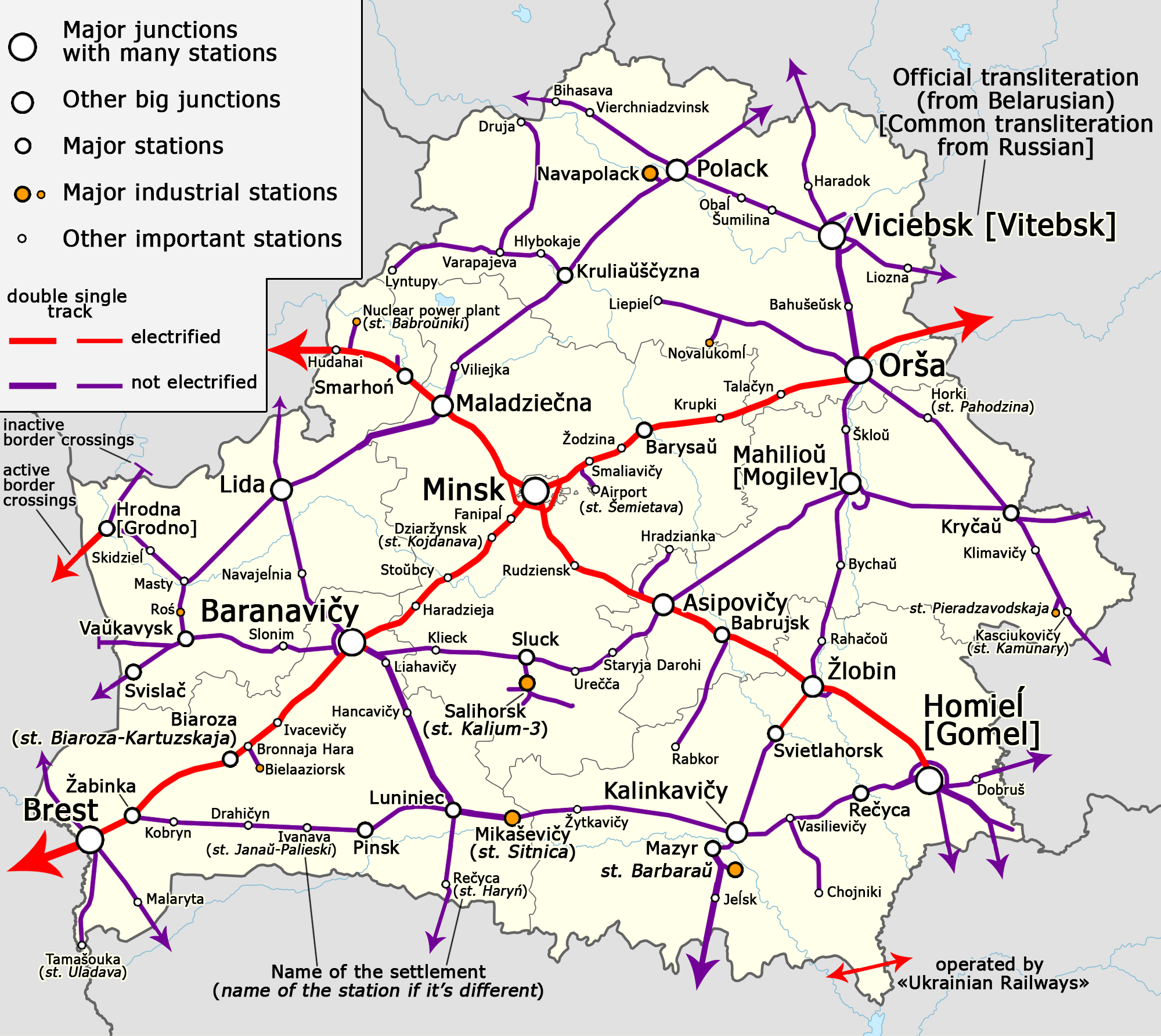
Le réseau ferroviaire.

Le 27 décembre 2021 le tronçon est électrifié Svetlogorsk-na-Berezin — Kalinkovitchi.